# Hyphessobrycon stramineus
Hyphessobrycon stramineus är en fiskart som beskrevs av Durbin, 1918. Hyphessobrycon stramineus ingår i släktet Hyphessobrycon och familjen Characidae. Inga underarter finns listade i Catalogue of Life.